# Internationale Luchthaven Nador
Internationale Luchthaven Nador Al Aroui (Berbers: Anafag en Ennaḍor Aɛarwi Agramuran, Engels: Nador Aarwi International Airport) is een luchthaven vlak bij de Marokkaanse stad Aɛarwi, ruim 20 kilometer ten zuiden van de havenstad Nador.
De IATA-code is NDR en de ICAO code GMMW.
Het vliegveld wordt beheerd door het staatsbedrijf ONDA.
Het biedt verbindingen met belangrijke luchthavens in Marokko en enkele Europese bestemmingen zoals Amsterdam, Brussel en Keulen.

## Beschrijving vliegveld
Nador International Airport is een klein vliegveld met één terminal en één startbaan. Faciliteiten voor passagiers zijn onder andere in de terminal een klein aantal winkeltjes en een koffieshop voor de douane. Na de douane en de ticketcontrole is er alleen een wachtruimte met gescheiden rookruimte. Er is een aparte gebedsruimte. De taxfreeshop is gesloten.
Het vliegveld is berekend op maximaal 750.000 passagiers per jaar.

### Bereikbaarheid van het vliegveld
Het is alleen over de weg bereikbaar. Er is geen treinverbinding en er bestaan ook geen vaste buslijnen. Een groot deel van de passagiers organiseert zelf particulier vervoer.
Na aankomst van een vliegtuig verzamelen een groot aantal Grand Taxi's zich bij de terminal om hun diensten aan te bieden naar de verschillende bestemmingen in de omgeving.
De weg tussen het vliegveld en de stad Nador is deels vierbaans. Het ligt vlak naast de Nationale weg N2. De N2 is de oorspronkelijke oost-westverbinding vanaf Tanger naar Oujda. Nador is te bereiken via deze N2 naar Selouane en vervolgens de N15 naar Nador.

### Startbaan
Er is één verharde baan in de richting 08/26 (=bijna oost/west) met een lengte van 3000 meter en een breedte van 45 meter. Vliegtuigen tot en met het formaat van een Boeing 747 kunnen gebruikmaken van dit vliegveld (Alleen in de drukke zomer vliegt dit type op Nador). De luchthaven ligt 175 meter boven zeeniveau.

### Maatschappijen en bestemmingen
De luchthaven van Nador is een internationale luchthaven met ongeveer 15 bestemmingen in 7 landen. Naast internationale bestemmingen naar vooral Europa biedt Regional Air Lines ook een aantal nationale verbindingen aan.
Naast onderstaande lijst van charter- en lijndienst-maatschappijen is ook Gestair een erkende maatschappij. Gestair biedt privé vluchten aan vanuit Europa en kan dus onder andere ook naar Nador vliegen
| Maatschappijen lijndiensten | Bestemming             | Land               | Bijzonderheden |
| --------------------------- | ---------------------- | ------------------ | -------------- |
| Air Arabia                  | Amsterdam              | Vlag van Nederland |                |
| Air Arabia Maroc            | Brussel                | Vlag van België    |                |
| Air Arabia Maroc            | Keulen                 | Vlag van Duitsland |                |
| Air Arabia Maroc            | Palma de Mallorca      | Vlag van Spanje    |                |
| Air Arabia Maroc            | Barcelona              | Vlag van Spanje    |                |
| Air Arabia Maroc            | Montpelier             | Vlag van Frankrijk |                |
| Small Planet Airlines       | Amsterdam              | Vlag van Nederland | Zomerseizoen   |
| Jetairfly                   | Antwerpen              | Vlag van België    |                |
| Jetairfly                   | Brussel                | Vlag van België    |                |
| Jetairfly                   | Charleroi              | Vlag van België    |                |
| Jetairfly                   | Eindhoven              | Vlag van Nederland |                |
| Jetairfly                   | Luik                   | Vlag van België    | Zomerseizoen   |
| Germanwings                 | Keulen                 | Vlag van Duitsland |                |
| Royal Air Maroc             | Amsterdam              | Vlag van Nederland |                |
| Royal Air Maroc             | Brussel                | Vlag van België    |                |
| Royal Air Maroc             | Düsseldorf             | Vlag van Duitsland |                |
| Royal Air Maroc             | Frankfurt              | Vlag van Duitsland |                |
| Royal Air Maroc             | Keulen                 | Vlag van Duitsland |                |
| Royal Air Maroc             | Tanger                 | Vlag van Marokko   |                |
| Royal Air Maroc Express     | Casablanca             | Vlag van Marokko   |                |
| Ryanair                     | Barcelona              | Vlag van Spanje    |                |
| Ryanair                     | Charleroi/Brussel-zuid | Vlag van België    |                |
| Ryanair                     | Dusseldorf Weeze       | Vlag van Duitsland |                |
| Ryanair                     | Frankfurt Hahn         | Vlag van Spanje    |                |
| Ryanair                     | Marseille Provence     | Vlag van Frankrijk |                |
| Ryanair                     | Parijs Beauvais        | Vlag van Frankrijk |                |
| Transavia                   | Rotterdam              | Vlag van Nederland |                |
| Transavia                   | Amsterdam              | Vlag van Nederland |                |
| TUIfly                      | Keulen/Bonn            | Vlag van Duitsland | Zomerseizoen   |
| ML Tours                    | Amsterdam              | Vlag van Nederland |                |
| ML Tours                    | Keulen                 | Vlag van Duitsland |                |
| ML Tours                    | Düsseldorf             | Vlag van Duitsland |                |

### Overige voorzieningen
1. Er is 54.000 m² parkeerruimte hetgeen neerkomt op maximaal vier Boeing 737's en twee Boeing 747's.
2. Totale oppervlakte van de hangars is 8100 m².

## Verkeersgegevens
| Onderwerp       | 2010    | 2009    | 2008    | 2007    | 2006    | 2005   | 2004   | 2003   | 2002   |
| Vliegbewegingen | -       | 4020    | 1983    | 1838    | 1614    | 1634   | 1368   | 1001   | 1009   |
| Passagiers      | 442.508 | 308.789 | 213.045 | 171.293 | 110.589 | 94.380 | 89.287 | 81.604 | 82.010 |
| Vracht (tonnen) | -       | 3,98    | 5,59    | 15,35   | 92,33   | 22,04  | 74,36  | 17,27  | 20,30  |

## Classificatie en apparatuur
De navigatieapparatuur voldoet aan klasse ILS Cat1 en de volgende radionavigatiesystemen zijn beschikbaar: VOR – DME – NDB.
Voor hulp bij het landen is baan 26 uitgerust met PAPI-verlichting.